# Reinhold Schmid
Reinhold Schmid (* 19. November 1902 in Berndorf, Niederösterreich; † 17. Oktober 1980 in Wien) war ein österreichischer Chorleiter, Komponist und Pädagoge.

## Leben
Schmid war Sängerknabe in Klosterneuburg. Er absolvierte ein Musikstudium am Konservatorium der Gesellschaft der Musikfreunde (heute Universität für Musik und darstellende Kunst Wien), wurde 1929 promoviert und unterrichtete dort ab 1939. Er wurde 1966 zum ordentlichen Professor berufen, die Emeritierung erfolgte 1973. Von 1940 bis 1945 war er Chormeister des Wiener Singvereins und des Wiener Schubertbundes.
1959 wurde Schmid der österreichische Staatspreis für Musik verliehen und 1966 der Würdigungspreis für Musik des Landes Niederösterreich.